# Breve encuentro (ópera)
Breve encuentro (título original en inglés, Brief Encounter) es una ópera en dos actos con música de André Previn y libreto de John Caird basada en la obra homónima de Noël Coward y el guion cinematográfico de Coward para la película de 1945 dirigida por David Lean, también homónima. Encargada por la Houston Grand Opera, se estrenó el 1 de mayo del 2009 en Houston (Texas), en el Wortham Theater Center. 
La obra contó con Elizabeth Futral en el papel de Laura Jesson, y Nathan Gunn en el de Alec Harvey, con Camm, Arwady, Orth, y Josephson como solistas secundarios y Patrick Summers ocupándose de la dirección. El sello Deutsche Grammophon lanzó una grabación. 